# Devakī
En la mitología hindú, Devakī es la esposa de Vasudeva y madre de Krisna y Balarama.

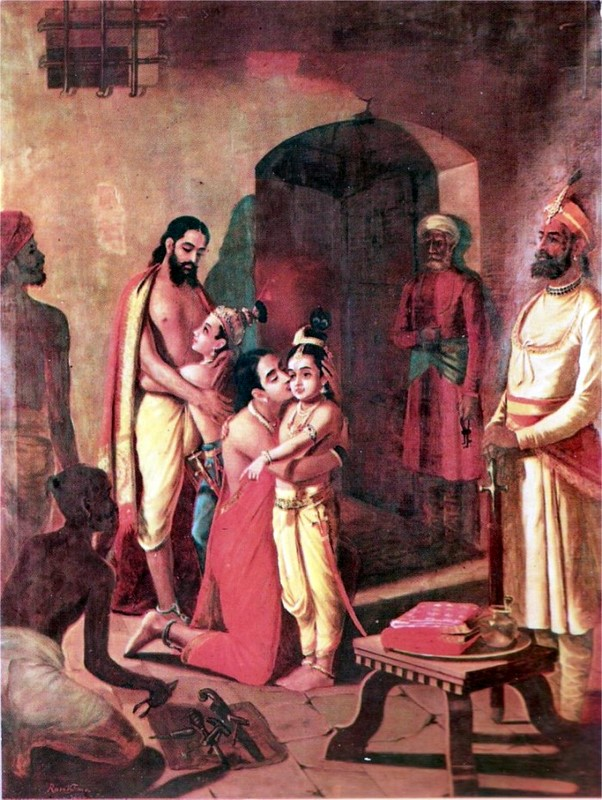
Krisna y Balarama encuentran a sus padres. Óleo del pintor hindú Raja Ravi Varma.

- devakī, en el sistema AITS (alfabeto internacional de transliteración sánscrita).
- देवकी, en escritura devanagari del idioma sánscrito.

Es hija de Devaka, el hermano menor del rey Ugrasena de Mathura.
Según el Jari-vamsa, ella es una encarnación parcial de Áditi (la madre de los devás).
El Matsya-purana también la identifica con la diosa Dakshaianí.
El sabio Nárada Muni, que fue el encargado de desencadenar el advenimiento de Krisna, visitó al malvado rey Kamsa, durante el casamiento de su prima Devakí con Vasudeva, y le advirtió que sería asesinado por un hijo de ella.
Entonces Kamsa encarceló a la pareja.
Cuando estos tuvieron su primer hijo, Kamsa llegó a la mazmorra y lo asesinó.
Entonces Vasudeva y Devaki comenzaron a tener un hijo tras otro, y Kamsa se los fue matando.
El séptimo, Balarama, escapó de la muerte al ser transferido desde el útero de Devakī al de Rójini (otra esposa de Vasudeva, que vivía en Gokula), mientras que una niña (encarnación de Ioga Maia) fue transferida al útero de Iashodá (amiga de Rójini).
Finalmente, cuando ya habían tenido 7 hijos, una medianoche se les apareció el dios Visnú de cuatro brazos, y les dijo que serían los padres de su encarnación como Krisna.
Según la leyenda, Krisna no nació a partir de la conexión sexual entre Devakí y Vasudeva, sino que fue transferido desde el corazón de Vasudeva al útero de Devakí.
El bebé apareció ante ellos mágicamente.
Ese octavo hijo sólo estuvo un instante en la cárcel: los guardias se durmieron, las puertas de la prisión se abrieron solas, y Vasudeva tomó en brazos al bebé y caminó hasta Gokula, a unas tres horas de camino.
Para protegerlo de la lluvia, la serpiente Ananta Sesha (encarnación de Sankarshana) lo cubrió con sus mil caperuzas.
Cuando Vasudeva se encontró con el río Iamuna, las aguas se abrieron para él (eso demostraría que en la antigüedad Gokula se encontraba en la ribera izquierda del río Iamuna).
En Gokula entró en la casa de Nanda y Iashodá, que se encontraban durmiendo, y dejó a Krisna en reemplazo de Maya, la hija recién nacida de Iashodá.
Volvió a la cárcel en Mathura, se volvió a encerrar en la mazmorra, y Kamsa vino y tomó a la niña para asesinarla.
Devakí le pidió por la vida de ella, indicando que la profecía se refería sólo a sus hijos varones.
Pero Iogamaia se escapó de las manos del rey y se convirtió en la diosa de ocho brazos, armada hasta los dientes, que lo espetó: «Estúpido, tu muerte ya ha nacido en este planeta». Y desapareció.
Al darse cuenta de que Krisna había escapado vivo, Kamsa mandó matar a todos los bebés recién nacidos en toda la zona.
Devakī y Vasudeva siguieron presos hasta que Krisna los liberó 16 años más tarde, al matar al rey Kamsa.
En total estuvieron presos unos 24 años.
Según otro autor[cita requerida] Kamsa liberó a Devaki y Vasudeva, y ellos vivieron en Mathura.
Luego de ser liberado, Vasudeva se juntó con su segunda esposa Rohini, con quien tuvo una hija, Subhadrā, quien se casaría con Áryuna (el amigo de Krisna) y fue la madre de Abhimaniu.
Luego, tras los ataques del rey Yarásandha a Mathura y la incapacidad de Krisna para defender a sus habitantes, todos emigraron a Dwaraka, donde vivieron el resto de sus días.